# Uollo

I confini della provincia durante il regno di Hailè Selassiè

Lo Uollo o Uollò (amarico: ወሎ) è una regione storica dell'Etiopia, situata nel centro-nord del paese. È oggi compresa nelle Zone di Uollo meridionale e Uollo settentrionale, e il centro principale è la città di Dessiè.
Durante il Medioevo il nome di questa provincia era Bete Amara ed era il centro del dominio della dinastia salomonide. La regione ha avuto un posto illustre nella storia politica e culturale dell'Etiopia. Fu il centro della dinastia salomonica fondata dall'imperatore Yekuno Amlak intorno al lago Haik nel 1270. Bete Amara era delimitata a ovest dal Nilo Azzurro, a sud dal fiume Wanchet, a nord dal fiume Bashilo e a est dalla scarpata che lo separa dal deserto di Afar.
Fino al 1987 Uollo è stata una delle Province dell'Etiopia, con un'area più estesa rispetto alla regione storica.